# 上野梶右衛門
上野 梶右衛門（あがの かじえもん、生没年不詳）は、江戸時代中期の陶芸家。

## 経歴・人物
肥後の人物。高田焼の上野家の一門。安永7年（1778年）肥後飽田郡上松尾村字甲塚にて松尾焼を創始。子の丹治を創始者とする説もある。